# ロラール・スペース&コミュニケーションズ
ロラール・スペース&コミュニケーションズ は衛星通信を主力事業とする企業であり、アメリカ合衆国デラウェア州で設立された。1996年にロラール社が91億ドルでロッキード・マーティンに防衛用電子機器事業およびシステム・インテグレーション事業を売却したときに、その残りの事業を束ねる形で設立された。2006年には長らく同社を率いてきたバーナード・L・シュワルツ（英語版）が引退した。
現在、ロラールはカナダ公務員年金投資委員会とともにテレサットに投資している他、XTAR（英語版）の持分所有や国内外の数々のジョイント・ベンチャーに参加している。

## 歴史
1998年3月20日、ロラールはOrion Network Systems社をおよそ4億7900万ドルで株式交換により買収した。
2002年1月にロラールは、1996年の中国でのロケット打ち上げ失敗のレビューにおいて、自社が関与する内容について情報を開示することで米国政府と和解に達した。
ロラールはまた、罪状認否をせずに1400万ドルの罰金を支払うことに合意した。
ハウス特別委員会によると、ロラールはシュワルツCEOの下で中国政府に対して車載型大陸間弾道ミサイルの誘導システムに関する助言をしていたという。防衛技術安全管理局は、ロラールは「深刻な輸出管理上の違反行為を犯し」、また、「この行為によって、打上機（すなわちロケット）および弾道ミサイル、そして特にその誘導システムの全体的な信頼性を改善する可能性があり、中国に多大な利益をもたらすものである」と結論づけた。
結局、ロラールは武器輸出統制法違反事件で過去最高額となる合計2000万ドルの罰金を支払うこととなった。
2003年7月15日には、ロラールと一部の子会社は連邦倒産法第11章の適用を申請した。
適用申請に伴って、ロラールは債務を減らすためにインテルサットに北米の衛星群を売却すると発表した。ロラールの再生手続は2005年11月21日に完了した。
2006年2月1日には、ロラール・スペース&コミュニケーションズ（ロラール・スカイネット）の子会社が強力な広域Ku帯通信衛星であるテルスター11Nの製造を開始した。
2007年10月5日にはロラール・スペース&コミュニケーションズとカナダ公務員年金投資委員会がテレサットをベル・カナダから32.5億カナダドルで買収するために必要な最終認可が規制当局から下り、2007年10月31日には買収手続きが完了した。これにより、ロラールは新たに設立されたテレサット・ホールディングスの64%の株式と33 1/3%の議決権を保有する親会社となった。
同時に、テレサットがロラール・スペース&コミュニケーションズの子会社であるロラール・スカイネットと合併した。これにより、ロラール・スカイネットのすべての資産はテレサットに移されることになった。
2012年11月2日に、ロラール・スペース&コミュニケーションズは製造子会社であるスペースシステムズ/ロラール (SS/L) をマクドナルド・デットウィラーに売却すると発表した。